# 郭光侯
郭光侯（？—？），名崇高，字光侯，以其字行於世。按連橫《台灣通史》、《台南市志》、《重修台灣省通志》等文獻紀載，後世紀載皆稱其為郭光侯或郭洸侯。清領時期臺灣府臺灣縣人，原籍福建龍溪，居住於保西里（今台南歸仁區），其家族為歸仁過港的郭姓望族。因其協助鄉里抗糧，導致被人誣陷，冠上謀反罪名、族莊被官府燒毀，最終郭光侯上京控訴，洗刷冤屈，但仍因抗糧之罪被流放至新疆。

## 生平
郭光侯（或稱郭洸侯，名郭崇高，字光侯，以字行）。據連橫《台灣通史》記載，郭光侯是一名武生，個性豪爽，平日以義勇而聞名於鄉里間，居住於保西里（今台南歸仁區）。道光二十二年（1842年），因為不滿台灣縣府苛徵賦稅，帶頭領導百姓抗糧。因為其堅拒妥協的態度，官府開始對其羅織反官、叛亂的罪名。抗糧案的同時當地附近正好發生洪協民變，官府在未查明的情形下便認定郭光侯為同夥，於是郭被以糾眾圍城之名遭到通緝，郭家祖厝與祠堂也遭官府燒毀。郭洸侯於是潛逃內渡欲進行京控，最後於晉江會館被發現，此案也於道光二十五年（1845年）下令重新審議。郭光侯雖然洗刷叛亂的罪名，但抗糧之罪仍難免，原本應處斬立決，最後改判流放。

## 抗糧案——郭光侯事件

### 時間背景

#### 徵稅
郭光侯人生最大的轉折，莫過於道光二十二年（1842年）所發生的抗糧事件，而當時清代台灣的田賦，是以徵收穀為正供，並不像當時清帝國的內陸地區，是以納米或折銀等方式來繳納租稅。
起因於臺是產米之地，徵來之穀可作為福建一帶的軍糧，而且朝廷也會利用官方名義採買台米，接濟各省所需，是以臺灣所產的米穀在清帝國內陸地區扮演糧食來源的角色。直至臺灣割讓前夕，清帝國中央與省級官員仍會將臺灣當作採買米石救濟災荒的主要地區，此點，從清廷屢次發布派員採買臺灣米運撥災區的命令中可見一斑。
但後來依台灣學者陳捷先的說法，因為遇到「穀價廉賤，民間挽運困難」等情形，故嘉慶以後，便准許台灣的租稅也可折現繳納，採取雙軌並行之制度，直至道光二十三年（1843年），才完全改為納銀之制。

同時，對於負責徵稅的第一線機構「州縣衙門」來說，徵稅作為是地方官員考績的依據，例如朝廷會為當地田地估算需收多少賦稅，故如不能收到定額，將會影響官員的生涯發展。此外，徵稅也是當地官員增添「額外收入」的時機。依《台南市志》在郭光侯一事中的紀載：
台灣賦稅固重，正供之外，有耗羨，有丁稅，有採買。凡納石者倍其半，折穀納銀又倍之。官吏之私飽，胥役之剝削，又兩倍之……。
故在徵稅的成果除了能夠影響官員的升遷外，也會牽涉到地方官員錢財方面的利益，讓官員在徵稅一事上，往往十分積極。

#### 糧價
清代前期，台灣的米價存在著季節性的波動與地區性的差異，糧價逐日提升。嘉慶以後，由於台灣與大陸沿海的貿易萎縮，沒有足夠的船舶運送穀物，才准許台灣的賦稅折現繳納。然而原本繳納的穀物應該折合多少現銀，是由官方依據制定的，朝廷會依田園的分等來決定當地要收多少穀，再將其折算成要收多少銀元，與穀物的時價不同，藉以賺取其中的差額。
而郭光侯抗糧事件發生的道光二十二年（1842年），清帝國正面臨「穀賤銀貴」的情形，此時銀價高漲，且自道光二十年（1840年）後開始，因戰爭紛擾，對於臺灣米出口造成一定的影響，同時也間接讓清帝國引進外國米，讓當時的臺灣米因價格較外國米高，而形成滯銷，導致臺灣地區的糧價下跌。
又當時以折銀繳納租稅的方式，其價額是由官府依稅制所算出之定額決定，加上碰上穀價大跌，讓當時道光年間，形成穀一石市價一元，但正供所需之穀，則訂為一石二元，市價的兩倍之情形，這讓繳納租稅的銀額遠比人民賣穀所能獲得之收入還高，使得人民將所種穀物賣出後，無法換取足夠的銀額以給付租稅。

### 事情經過

#### 郭光侯抗租
道光二十二年（1842年），台灣縣以每車折收二十二元的慣例來收取賦稅，其餘地區皆如實繳納，但唯有郭光侯所屬的東鄉仍想減去二元。於是知縣閻炘傳郭光侯以及官方代表許東燦、黃應清等人到彌陀寺共同商量解決辦法。然而，最終許東燦決定郭光侯所屬的東鄉仍必須接受每車折收二十二元的賦稅，否則必須繳穀上倉。十一月二十日郭光侯派遣鄉民準備上繳穀子，但是隔天許東燦和知縣閻炘前來查驗，以穀物不淨及不便收取穀物為由拒絕鄉民繳糧。隨後，官方以「為首覽納穀倉」的罪名捉拿郭光侯，但最終還是無法找到他的蹤跡。
次年，許東燦派出其弟許東寮及其他仕紳要求郭光侯與他們合作不要再違抗官府的命令。但郭光侯還是堅持不答應許東燦的條件，雙方之間的衝突日漸加劇。
同年十月以洪協為首的逆匪在郭光侯莊附近的地方謀反起事並且邀請郭光侯一起造反，但郭光侯拒絕洪協，此外，郭光侯還召集村民一同驅趕洪協以及其部下。然而，官府已經認定郭光侯有造反之意，同一時間，洪協的部下林孕被活捉審訊，在嚴刑逼共下林孕謊稱郭光侯同意參加謀反，這讓官方更加確信他們的的判定，於是台灣鎮總兵昌伊蘇動用所有兵力，掃蕩郭光侯的勢力範圍（過港仔莊），沿村搜捕只要發現有藏匿郭光侯的地方，一律燒毀。不過，郭光侯在官兵入村時，已經逃離並且前往破仔腳（嘉義朴子港）搭船逃亡。

#### 上京控訴
郭光侯逃離臺灣後的情況，根據浙江道監察御史陳慶鏞所寫之《盤獲臺灣逆首疏》的記載，可以看到郭光侯是先躲至晉江會館中，欲找人幫忙寫訴狀，以澄清冤情，但隨即因來歷不明而被看館人舉報，引來浙江道監察御史陳慶鏞的盤查，最後因為形跡可疑、言語支吾，被當場抓捕。至於郭為何躲至晉江會館之緣由，根據《臺灣省通志稿》、《臺灣通史》、《台南市志》等著作的紀載，皆說是：
當是時，晉江陳慶鏞為御史，直聲聞天下，光侯念非此莫可白者……至晉江會館，見慶鏞，哭陳始末。
在抓捕後，陳慶鏞發現郭光侯是奉旨嚴拿的要犯，故先對郭光侯進行初步的訊問，再將其交給北城坊吏目羅維看管，又在其身上搜到一紙據稱「擬在臺灣鎮衙……門呈遞」的狀紙，於是便將搜到的狀紙與親筆紀錄的口供，附在《盤獲臺灣逆首疏》中，一併呈予道光皇帝，請求將此事移交至刑部辦理。對此，皇帝的回應則是：
臺灣武生郭光侯，何以潛竄來京，有無別情，必應激底根究！
隨後在刑部對郭光侯的審訊中，郭光侯供述與造反的洪協及鄭炎等均不認識，並無夥同謀逆之事，同時也把阻撓納糧的事也一同道出。於是道光皇帝便在同年的八月二十六日與九月五日分別降諭，基於郭光侯的供詞「自係恃無實證，意圖狡賴」、「均非質訊明確，不足以成信讞」以及「別無證佐，仍難定讞」等理由，派遣當時之閩浙總督劉韻珂，去找來與抗糧案及洪協案有關的人士，速速「解交刑部，嚴刑審訊」。
至此，本事件開始出現轉折，郭光侯的供詞成功引起道光皇帝的注意，發現郭所涉之抗糧案與洪協謀逆案存有疑點，於是吩咐閩浙總督劉韻珂找人來釐清疑點，並派大學士穆彰阿負責審理此案。

#### 審理過程
大學士穆彰阿的審理過程，根據《大學士穆彰阿等覆奏審擬郭洸侯一案供情摺》，可知穆彰阿在反覆訊問後，發現了諸多疑點，如：
- 郭洸侯如果僅止抗官，並未謀逆，何以洪協敢往糾令入夥？
- 該犯既未應允，何以即被官兵捕拏？
- 於赴倉交穀後，抗不到案，曾經會營稱欲勦捕，如若敢於謀逆，彼時何以不糾夥抗拒，必待數月之久，洪協滋事，始行聽從入夥？
- 況洪協率眾來邀，伊未應允，將其趕走，係屬共見共聞之事。又臺灣鎮帶兵出城後，曾遣郭德元、張殿三並李清瀾等兩次親至伊家，勸諭早出料理正供，當時如與洪協合夥，必見預備，斷難騙人耳目。郭德元等安敢輕身前往？
- 如已謀逆，倖未被獲，安敢來京自投法網？

對於這些疑點，穆彰阿透過先後訊問各個參與者，將其證詞交叉比對，並輔以劉韻珂派人到臺灣當地，所訊問出的情事，逐漸拼湊出真相，發現是原先負責審理洪協的臺灣鎮總兵昌伊蘇、臺灣道熊一本及臺灣府仝卜年，因為洪協等人先後供稱郭光侯為其同夥，且在昌伊蘇帶兵剿匪時皆在郭光侯所在村莊附近，郭光侯又始終抗官不出，因此有此錯誤判斷。故穆彰阿最後得出：「以上各情，均經臣等虛衷研鞠，反復推詳，郭洸侯之謀逆，全無憑征，未便率行臆斷，致滋寃抑。」的結論。至此郭光侯一案出現反轉。

### 後續

#### 處分
經過欽派大學士、軍機大臣與刑部的問訊之後，最終認定郭光侯的罪名僅止於聚眾抗糧，而原審的判決過於草率，因此參照先例給予誤判減刑一等。郭光侯因擅自聚眾抗糧，原應判斬立決，後減刑為杖一百與流放三千里至新疆地區充軍。至於誤判之官員則分別給予降三級留任與降四級留任的懲罰，其懲處不准抵銷。

#### 影響與評價
臺灣縣的田賦正供於道光二十三年（1843年）全部改為納銀，每石糧穀折銀二元。
事件後當地鄉民自製題有「為民捐軀武生郭陞科祿位」等字之神主牌位，用以感念他的犧牲。
連橫在《臺灣通史》中評價郭光侯為：「光侯、九緞皆鄉曲之細民，手無寸柄，而為義所迫，不顧利害。此則士大夫之所不敢為，而彼肯為之。何其烈耶！」將郭光侯與施九緞評為願意不顧自身安危，去做士大夫不敢做的事情的烈士。
流寓詩人也有：「士夫不敢為，郭老肯為之；手中無寸鐵，奮起警頑癡！」、「為蘇民困抗官租，口外流通一逐逋；贏得家家長祿位，當年義憤誓捐軀。」等評價。